# Bastian Pusch

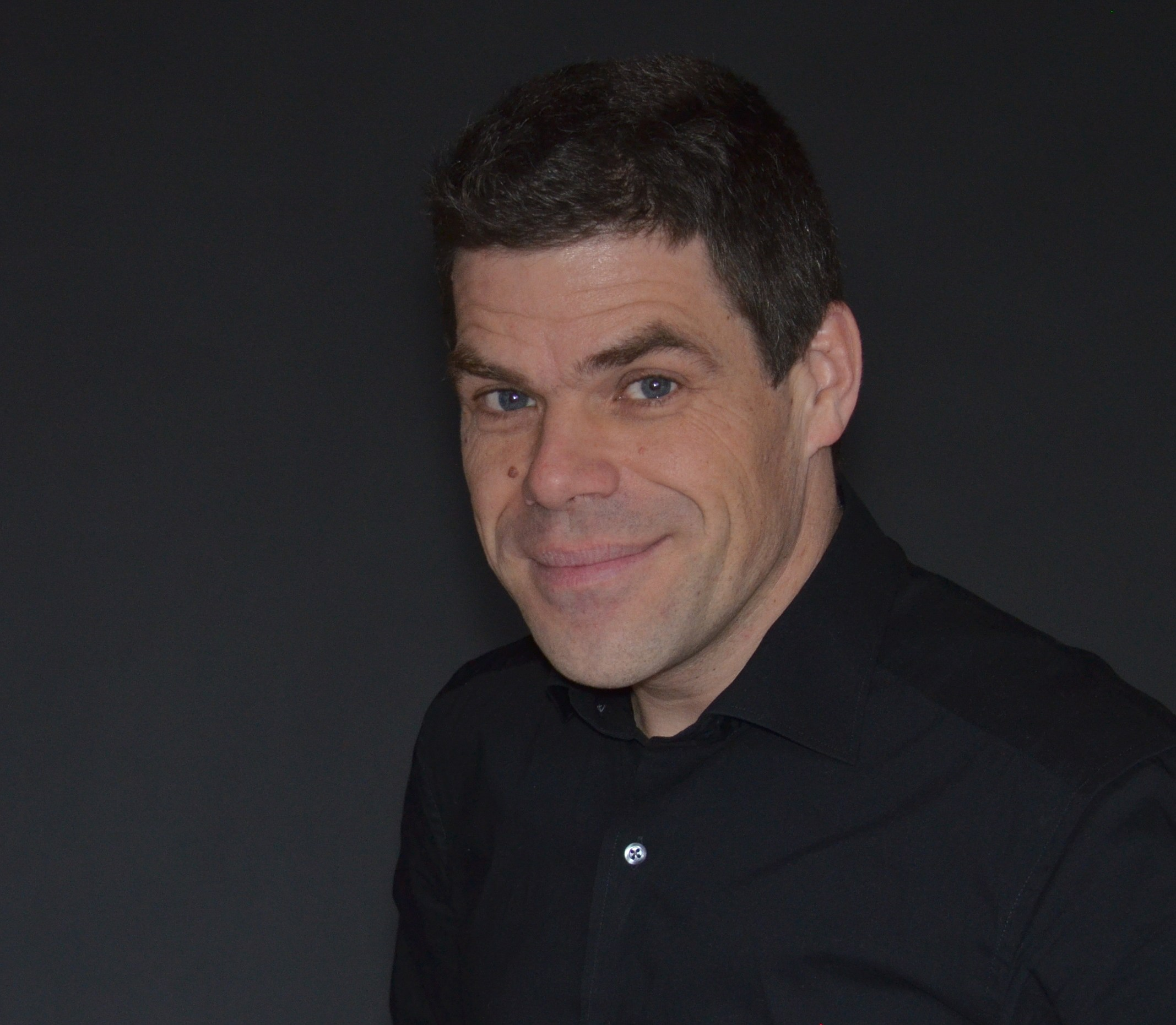
Bastian Pusch, 2013

Bastian Pusch (* 1970 in Erlangen) ist ein deutscher Musiker, Komponist und Arrangeur aus München.
Seit 1999 hat Bastian Pusch an der Hochschule für angewandte Wissenschaften München den Lehrauftrag für Big Band.
Seit 2007 leitet er den Gospelchor St. Lukas in München.
Gemeinsam mit Arnd Schimkat trat er 2003 bis 2017 als Comedy-Duo „Senkrecht & Pusch“ auf.
Zusammen mit Erhard Dietl schreibt er Lieder und Bühnenmusik zu der Kinderbuchreihe Die Olchis.

## Musikalische Tätigkeiten (Auszüge)
- 1992–1999: Keyboarder in der Soulband 'Soulfood' (später: 'Ecco DiLorenzo and his Innersoul')
- 1999–2001: Keyboarder und musikalische Leitung bei der Bullyparade (Pro7)
- 2002–2012: Pianist beim Fastfood Theater, München
- 2006–2012: Musikalische Leitung des Jugendchores 'Young Souls' in der Gemeinde St. Lukas (München)
- 2008: Musikalische Leitung Singing Bee (Musikshow auf Pro7)
- 2012: Auftragskomposition für Herbie Hancock und das Schleswig-Holstein Musik Festival Orchester zum Geburtstag von Lang Lang
- 2013: Tournee mit dem Koch Alexander Herrmann, Klavierarrangements für den Pianisten Lang Lang und das San Diego Symphony Orchestra
- 2014: Komposition des Musicals 'Innenkabine mit Balkon' (Premiere 27. März 2014 in Hamburg)
- seit 2015: Duo-Programm 'Notenlos durch die Nacht – Das Wunschkonzert der Extraklasse' mit Andreas Speckmann
- 2018: Kompositionen für das Münchner Theater für Kinder: Froschkönig, Der kleine Lord

## Auszeichnungen
- 2005: Verleihung der 'Orff-Medaille' auf Schloss Pertenstein